# Denkmalzone Hauptstraße (Gindorf)

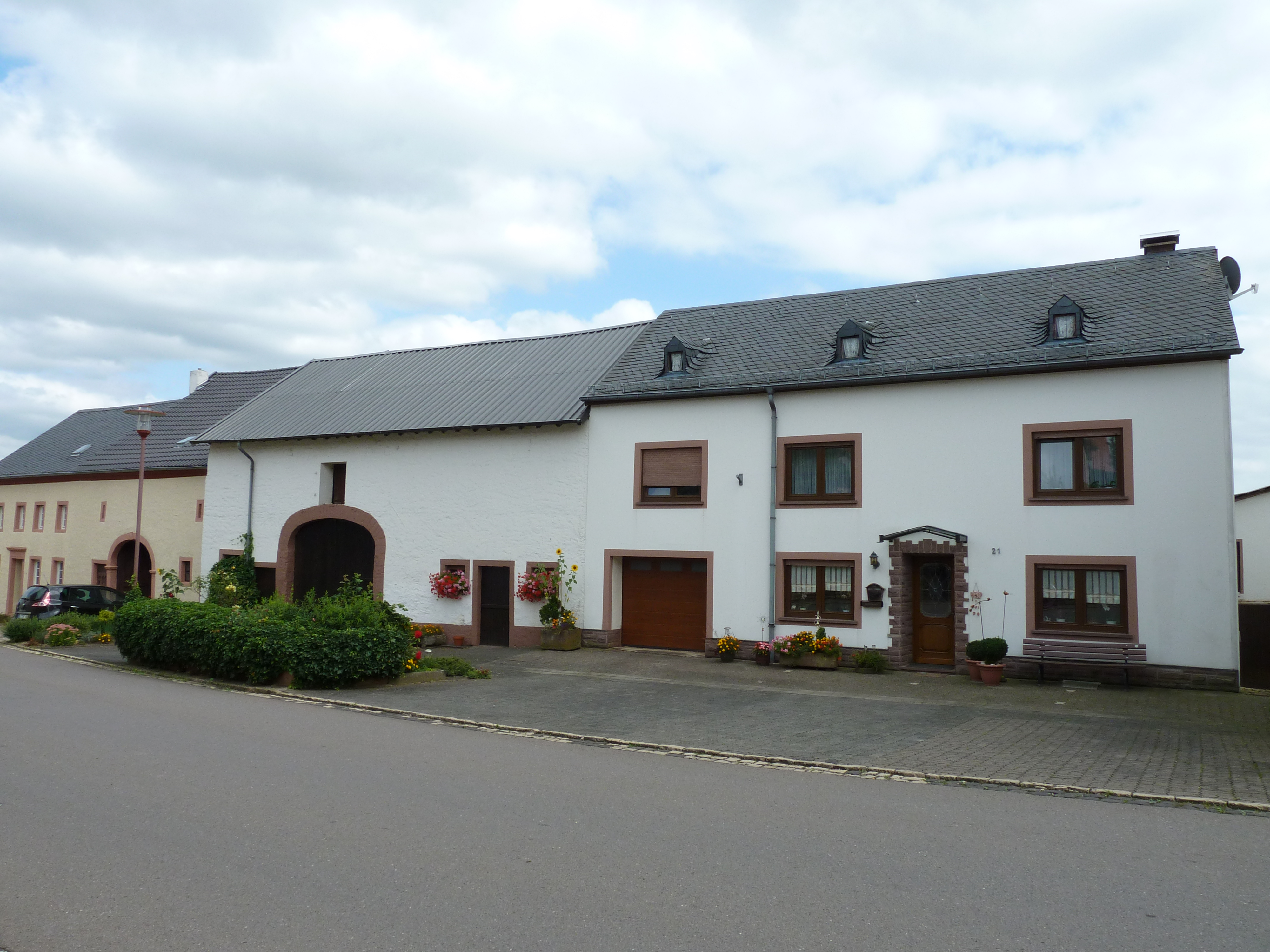
Hauptstraße in Gindorf

Die Denkmalzone Hauptstraße in Gindorf, einer Ortsgemeinde im Eifelkreis Bitburg-Prüm in Rheinland-Pfalz, umfasst die Gebäude Hauptstraße 13 bis 21 und Zum Unterdorf 2 und 4.
Der als Denkmalzone ausgewiesene mittlere Abschnitt der Hauptstraße zeigt auf seiner Ostseite bei durchweg gutem Erhaltungszustand drei verschiedene  Erschließungsweisen von Bauernhöfen: Im Süden zwei traufständige Quereinhäuser des 19. Jahrhunderts mit dem Hofraum zwischen Haus und Straße, nördlich davon zwei Quereinhäuser des 18. Jahrhunderts, deren Hofraum hangabwärts angelegt ist, die also mit ihrer Rückseite zur Hauptstraße stehen, und im Norden eine giebelständige Zeile aus drei Häusern des mittleren 19. Jahrhunderts, die durch die Teilung eines ursprünglich größeren Grundstücks entstanden ist (Hauptstraße 13–17, die Nr. 13 wurde erst 1864 abgetrennt).
Vor allem die beiden traufständigen Zeilen bilden eine für Gindorf typische Situation, die aus der Aneinanderreihung mehrerer Gehöfte ohne Fluchtversprünge entsteht. Die Hofflächen zu den Gebäuden Hauptstraße 13 bis 17 besitzen noch die alte Pflasterung.